# ایریس روزنبرگر
ایریس روزنبرگر (به انگلیسی: İris Rosenberger) (زادهٔ ۱۶ اکتبر ۱۹۸۵) شناگر اهل ترکیه است.